# Satanas fuscanipennis
Satanas fuscanipennis är en tvåvingeart som först beskrevs av Macquart 1855.  Satanas fuscanipennis ingår i släktet Satanas och familjen rovflugor. Inga underarter finns listade i Catalogue of Life.